# I3 (logiciel)
Pour les articles homonymes, voir I3.
i3 est un gestionnaire de fenêtre libre pour le système X Window inspiré de Wmii et écrit en C. Il est minimaliste et supporte la gestion de fenêtres en mosaïque (tiling), par onglet ou en pile (stack). Il a pour principale caractéristique une très grande légèreté, une esthétique sommaire mais une utilisation très efficace. La configuration se fait par fichier texte, i3 peut être étendu par communication inter-processus.
Comme wmii, i3 se pilote au clavier d’une manière très similaire à vi, l'utilisation de la souris n'étant pas nécessaire. Par défaut, la fenêtre active est sélectionnée avec la touche Mod1 (Touche Windows ou Alt) et les touches de la rangée médiane du clavier (J,K,L,M).

## Objectifs du projet
- Un code bien écrit et bien documenté pour encourager les contributions[6].
- L’utilisation de XCB au lieu de Xlib.
- La prise en charge des configurations multi-écrans.
- L’utilisation de modes, de manière similaire à vi, c’est-à-dire que les commandes liées aux touches dépendent du mode courant de i3.
- L’utilisation d’une structure d’arbre pour la gestion des fenêtres.
- L’utilisation d’UTF-8 pour l’encodage de caractères.

## Fonctionnalités
- La configuration est entièrement en fichier texte.
- i3 peut être personnalisé sans programmation[5].
- À la différence d’autres gestionnaires de fenêtres populaires comme dwm, awesome ou xmonad, l’organisation des fenêtres avec i3 est laissé libre à l’utilisateur. Les fenêtres sont groupés par conteneur et de nombreuses dispositions sont possibles par conteneur : en mosaïque (chaque fenêtre utilise une portion de l’espace du conteneur qui peut être découpe horizontalement ou verticalement) mais aussi en onglets, ou en pile. Un conteneur utilisera par défaut toute la place disponible sur l’écran mais peut être disposé de manière flottante (à la manière d’une pop-up). Ces fenêtres flottantes sont utilisées généralement pour toutes les fenêtres modales et peuvent être redimensionnées et déplacées librement[5].
- i3 utilise dmenu comme lanceur d’application par défaut.

## Forks
- i3-gaps, permettant de mettre des écarts entre les fenêtres[7]